# Violette et François
Violette et François is een Franse film van Jacques Rouffio die werd uitgebracht in 1977.

## Verhaal
Violette en François vormen een jong koppel. Violette heeft geen contact meer met haar ouders omdat ze wilde samenwonen met François. François is een nogal onevenwichtige dromerige man die amper een bron van inkomen heeft. Violette is onlangs afgedankt als bankbediende. Ze hebben een kind van twee jaar. Om de eindjes aan elkaar te knopen beginnen ze te stelen in supermarkten.

## Rolverdeling
| Acteur            | Personage       |
| ----------------- | --------------- |
| Isabelle Adjani   | Violette Clos   |
| Jacques Dutronc   | François Levene |
| Serge Reggiani    | mijnheer Levene |
| Lea Massari       | Cécile Levene   |
| Françoise Arnoul  | mevrouw Clos    |
| Catherine Lachens | Carla Isalvi    |
| Bernard Allouf    | Caly            |
| Roland Bertin     | David           |
| Sophie Daumier    | Paula           |
| Michel Such       | vriend muzikant |